# Saskatchewan Highway 3
De Saskatchewan Highway 3 is een weg in de Canadese provincie Saskatchewan. De weg loopt van de grens met Alberta via Prince Albert en Melfort naar de grens met Manitoba en is 615 kilometer lang. 
Het gedeelde van de Highway 3 tussen Prince Albert en Melfort is onderdeel van de CanAm Highway, die van El Paso aan de Mexicaanse grens naar La Ronge in Canada loopt.

De Saskatchewan Highway 3 is onderdeel van de CanAm Highway

1 
· 2 
· 3 
· 4 
· 5 
· 6 
· 7 
· 8 
· 9 
· 10 
· 11 
· 12 
· 13 
· 14 
· 15 
· 16 
· 16A 
· 16B 
· 17 
· 18 
· 19 
· 20 
· 21 
· 22 
· 23 
· 24 
· 25 
· 26 
· 27 
· 28 
· 29 
· 30 
· 31 
· 32 
· 33 
· 34 
· 35 
· 36 
· 37 
· 38 
· 39 
· 40 
· 41 
· 41A 
· 42 
· 43 
· 44 
· 45 
· 46 
· 47 
· 48 
· 49 
· 51 
· 52 
· 54 
· 55 
· 56 
· 57 
· 58 
· 60 
· 80 
· 99 
· 102 
· 106 
· 120 
· 123 
· 135 
· 155 
· 165 
· 167
201 
· 202 
· 209 
· 210 
· 211 
· 212 
· 219 
· 220 
· 221 
· 224 
· 225 
· 229 
· 240 
· 247 
· 255 
· 263 
· 264 
· 265 
· 271 
· 301 
· 302 
· 303 
· 304 
· 305 
· 306 
· 307 
· 308 
· 309 
· 310 
· 312 
· 316 
· 317 
· 318 
· 320 
· 321 
· 322 
· 324 
· 332 
· 334 
· 335 
· 339 
· 340 
· 342 
· 343 
· 349 
· 350 
· 354 
· 355 
· 357 
· 358 
· 361 
· 362 
· 363 
· 364 
· 365 
· 367 
· 368 
· 369 
· 371 
· 373 
· 374 
· 375 
· 376 
· 377 
· 378 
· 379 
· 381 
· 394 
· 396 
· 397
600 
· 601 
· 603 
· 604 
· 605 
· 606 
· 610 
· 611 
· 612 
· 614 
· 615 
· 616 
· 617 
· 619 
· 620 
· 621 
· 623 
· 624 
· 627 
· 628 
· 630 
· 631 
· 633 
· 635 
· 637 
· 638 
· 639 
· 640 
· 641 
· 642 
· 643 
· 644 
· 645 
· 646 
· 647 
· 649 
· 650 
· 651 
· 653 
· 654 
· 655 
· 656 
· 657 
· 658 
· 659 
· 660 
· 661 
· 662 
· 663 
· 664 
· 665 
· 667 
· 668 
· 669 
· 670 
· 671 
· 672 
· 673 
· 674 
· 675 
· 676 
· 677 
· 678 
· 679 
· 680 
· 681 
· 682 
· 683 
· 684 
· 685 
· 686 
· 687 
· 689 
· 690 
· 691 
· 692 
· 693 
· 694 
· 695 
· 696 
· 697 
· 698 
· 699 
· 702 
· 703 
· 704 
· 705 
· 707 
· 709 
· 711 
· 715 
· 716 
· 717 
· 718 
· 720 
· 721 
· 722 
· 724 
· 725 
· 726 
· 727 
· 728 
· 730 
· 731 
· 732 
· 733 
· 734 
· 735 
· 737 
· 738 
· 741 
· 743 
· 745 
· 747 
· 749 
· 751 
· 752 
· 753 
· 754 
· 755 
· 756 
· 758 
· 761 
· 762 
· 763 
· 764 
· 766 
· 767 
· 768 
· 771 
· 772 
· 773 
· 776 
· 777 
· 778 
· 780 
· 781 
· 782 
· 783 
· 784 
· 785 
· 786 
· 787 
· 788 
· 789 
· 790 
· 791 
· 792 
· 793 
· 794 
· 795 
· 796 
· 797 
· 798 
· 799 
· 903 
· 904 
· 905 
· 908 
· 909 
· 910 
· 911 
· 912 
· 913 
· 914 
· 915 
· 916 
· 917 
· 918 
· 919 
· 920 
· 921 
· 922 
· 923 
· 924 
· 925 
· 926 
· 927 
· 928 
· 929 
· 930 
· 931 
· 932 
· 933 
· 934 
· 935 
· 936 
· 937 
· 938 
· 939 
· 940 
· 941 
· 942 
· 943 
· 945 
· 946 
· 950 
· 951 
· 952 
· 953 
· 954 
· 955 
· 956 
· 962 
· 963 
· 964 
· 965 
· 966 
· 967 
· 968 
· 969 
· 970 
· 980 
· 981 
· 982 
· 983 
· 984 
· 994 
· 995 
· 999